# George Kruis
George Kruis (Guildford, 22 febbraio 1990) è un ex rugbista a 15 internazionale per l'Inghilterra, che giocava come seconda linea.

## Biografia
Kruis si formò nelle giovanili del Dorking, da cui passò al Saracens, dapprima in prova nel 2008 e poi con un contratto professionistico biennale a partire da luglio 2009; il suo esordio con il club londinese avvenne nella partita di Coppa Anglo-Gallese contro Northampton, incontro che rimase anche la sua unica presenza in prima squadra per tutta la stagione 2009-10.
L'anno successivo debuttò con i Saracens sia in English Premiership che in Heineken Cup, ma un infortunio subito in gennaio lo tenne fuori dal campo per alcuni mesi e così giocò gli ultimi mesi del campionato in prestito a Bedford con cui raggiunse la semifinale di RFU Championship e la finale, persa contro Bristol, di British and Irish Cup.
Dopo il rinnovo con i Saracens, Kruis si impose a partire dalla stagione 2011-12 come titolare nella squadra londinese, con la quale, successivamente, si aggiudicò due edizioni dell'English Premiership, l'European Rugby Champions Cup 2015-2016 e l'edizione 2014-15 della Coppa Anglo-Gallese.
Già giocatore dell'U-20 nel mondiale 2010 di categoria, e nei Saxons nel 2013, fu convocato nel 2014 dal C.T. dell'Inghilterra Stuart Lancaster per i test di fine anno, in cui esordì contro il Sudafrica; dopo l'impiego fisso nel Sei Nazioni 2015 e i successivi test match di metà anno, fu convocato per la Coppa del Mondo di rugby 2015.
Ad aprile 2017 fu tra i primi convocati per il tour dei British Lions in Nuova Zelanda, in cui disputò un test match.

## Palmarès
- Premiership: 5
Saracens: 2010-11, 2014-15, 2015-16, 2017-18, 2018-19
- Coppe Anglo-Gallesi: 1
Saracens: 2014-15
- Champions Cup: 3
Saracens: 2015-16, 2016-17, 2018-19
- Japan Rugby League One: 2
Saitama Wild Knights: 2021, 2022